# Dear Me
"Dear Me" (hangul: 내게 들려주고 싶은 말; rr: Naege Deullyeojugo Sip-eun Mal; lit. "What You Want To Tell Me") é uma canção gravada pela cantora sul-coreana Taeyeon para o relançamento de seu segundo álbum de estúdio Purpose (2019). Foi lançado em 15 de janeiro de 2020, como o single principal da versão reeditada do álbum pela SM Entertainment. As letras de 'Dear Me" foram escritas por Hwang Yu-ra e Yoo Ji-won, enquanto sua composição ficou a cargo de William Wenaus e Yoo Young-jin. Musicalmente, a canção é uma balada contendo a presença de violão, cordas e vocais sentimentais de Taeyeon.

## Antecedentes e composição
Em 7 de janeiro de 2020, a SM Entertainment, anunciou que o segundo álbum de estúdio de Taeyeon, Purpose, seria relançado em 15 de janeiro de 2020. Além disso, foi divulgado o lançamento de "Dear Me", como seu terceiro single a ser lançado simultaneamente com o relançamento do álbum.
"Dear Me" foi descrita como sendo uma balada com harmonia de violão e uma melodia de cordas, sendo combinada com a voz emocional de Taeyeon. Suas letras contém uma mensagem positiva sobre acreditar e amar mais a si mesmo.

## Recepção
| Ano  | Premiação               | Categoria               | Resultado | Ref.  |
| ---- | ----------------------- | ----------------------- | --------- | ----- |
| 2021 | Gaon Chart K-Pop Awards | Canção do Ano – Janeiro | Indicado  | [ 4 ] |

## Desempenho nas paradas musicais
"Dear Me" estreou em seu pico de número vinte pela tabela sul-coreana Gaon Digital Chart, em sua edição de 12 a 18 de janeiro de 2020, tornando-se o 36º single de Taeyeon a figurar em seu top 20. Em suas tabelas componentes, a canção atingiu seu pico de número quatro pela Gaon Download Chart e posicionou-se em número 26 pela Gaon Streaming Chart, ambas na mesma semana de referência. Na semana seguinte, "Dear Me" ascendeu ao número 23 pela Gaon Streaming Chart, na semana correspondente a 19 a 25 de janeiro de 2020. A seguir, a canção posicionou-se em número 55 na tabela mensal de janeiro de 2020 da Gaon Digital Chart. Pela Billboard K-pop Hot 100, "Dear Me" estreou em número 29 na semana de 18 de janeiro de 2020, subindo para seu pico de número dezesseis na semana seguinte.
| Parada musical (2020)                   | Melhor posição |
| --------------------------------------- | -------------- |
| Coreia do Sul (Gaon Digital Chart)      | 20             |
| Coreia do Sul (Billboard K-pop Hot 100) | 16             |

| Parada musical (2020)              | Melhor posição |
| ---------------------------------- | -------------- |
| Coreia do Sul (Gaon Digital Chart) | 55             |

## Créditos e pessoal
A elaboração de "Dear Me" atribui os seguintes créditos, que são adaptados do encarte de  Purpose (reedição).
Produção
- Lee Min-gyu da SM Yellow Tail Studio/ Kang Sunyoung at MonoTree Studio – gravação, edição digital
- Lee Joo-hyung – operador de Pro Tools
- Yoo Young-jin da SM BOOMINGSYSTEM – engenharia de mixagem, mixagem
- Jeon Hoon pela Sonic Korea – masterização

Pessoal
- Taeyeon – vocais, vocais de apoio
- Hwang Yoo-ra (Jam Factory) – letras em coreano
- Yoo Ji-won (lalala Studio) – letras em coreano
- William Wenaus – composição, arranjo
- Yoo Young-jin – composição, arranjo
- Lee Joo-hyung – direção vocal
- Park Joo-yeon – vocais de apoio